# 金融検査マニュアル
金融検査マニュアル（きんゆうけんさマニュアル）は、かつて存在した金融庁の検査官が、金融機関の検査（金融庁検査）を行う際に用いたマニュアルの「通称」であった。業態別（銀行、保険会社、金融持株会社）にマニュアルが定められており、銀行用の「預金等受入金融機関に係る検査マニュアル」、保険会社用の「保険会社に係る検査マニュアル」、金融持株会社用の「金融持株会社に係る検査マニュアル」が正式名称である。金融検査マニュアルは検査に用いられるだけでなく、各金融機関がマニュアルを参考として、自己責任原則に基づいて、経営陣のリーダーシップの下、創意・工夫を十分に生かし、それぞれの規模・特性に応じた方針、内部規程等を作成し、金融機関の業務の健全性と適切性の確保に活用されることが期待されている。
なお、証券会社などの金融商品取引業者や信用格付業者については証券取引等監視委員会が、農業協同組合・漁業協同組合といった系統金融機関や商品先物取引業者などについては農林水産省（商品先物取引業者は経済産業省との共管）が、同様の検査マニュアルを定めている。

## 沿革
バブル崩壊に伴う不良債権の増大により金融機関の経営が悪化したことを受け、平成10年（1998年）、政府・与党金融再生トータルプラン推進協議会は、不良債権の積極的な処理を進めるため銀行監督の強化などを盛り込んだ「金融再生トータルプラン」を取りまとめた。
これを受けて、金融監督庁が設置され、その傘下の「金融検査マニュアル検討会」でマニュアル案が取りまとめられた。そして、パブリックコメントを経て、平成11年（1999年）7月、「預金等受入金融機関に係る検査マニュアル」が制定され、平成11年度からの検査に使用された。続いて、平成12年（2000年）6月、「保険会社に係る検査マニュアル」が制定された。
金融検査マニュアルの作成に当たっては、金融検査は自己責任原則に基づく金融機関の経営を補強するためのものであるとの考え方を基本として、
1. 従来の当局指導型から、自己管理型への転換を進める（検査は、金融機関自身の内部管理と会計監査人等による厳正な外部監査を前提として、内部管理・外部監査態勢の適切性を検証するプロセス・チェックを中心とする）。
2. 従来の資産査定中心の検査から、リスク管理重視の検査へ転換を図る。

ことに重点が置かれた。また、諸外国の金融検査を巡る動向やバーゼル銀行監督委員会における議論を勘案するなど、グローバル・スタンダードを踏まえて作成された。
その後、金融検査マニュアルを財務体質のぜい弱な中小・零細企業にも機械的・画一的に適用し、債務者区分を厳しく評価した結果、中小・零細企業の経営に支障が出ているとの批判が出たことから、平成14年（2002年）6月、別冊として「中小企業融資編」が策定された。
平成14年12月、同年4月に発生した富士銀行・第一勧業銀行・日本興業銀行によるみずほ銀行設立時のシステムトラブルを踏まえて、「システム統合リスク管理態勢の確認検査用チェックリストについて」が制定された。
平成15年（2003年）7月、メガバンクなどを中心に金融持株会社化が進んだことから、新たに「金融持株会社に係る検査マニュアル」が定められた。
平成19年（2007年）2月、バーゼルII（新BIS規制）と平成11年の策定以来の状況変化に対応させるため、「預金等受入金融機関に係る検査マニュアル」が全面改訂された。
平成21年（2009年）12月、中小企業金融円滑化法の施行に伴い、「預金等受入金融機関に係る検査マニュアル」に、金融円滑化編が追加された。
平成23年（2011年）3月、東北地方太平洋沖地震の発生に伴い、被災地の債務者の実態把握が困難な事態が生じたことなどから、「東北地方太平洋沖地震による災害についての金融検査マニュアルの特例措置及び運用の明確化について」が発出された。
森信親元金融庁長官は、マニュアルに過度に依存した上からの一方的な検査体制を見直し、金融機関との対話を重視する方向に舵を切り、当マニュアルの重要性は急激に下がっていった。
令和元年（2019年）12月、当マニュアルは廃止された。

## 構成
マニュアルは、カテゴリごとに基本的に「経営陣による態勢整備・確立状況」、「管理者による態勢整備・確立状況」、「個別の問題点」という三段構成となっており、個々の論点について検査官が確認すべき管理態勢をPDCAサイクルの視点で「○○の方針を策定しているか」「○○の規定・組織体制を整備しているか」「○○評価・改善を適切に行っているか」といった文体で列記したチェックリストとなっている。検査項目のカテゴリは以下の通りである。

### 預金等受入金融機関に係る検査マニュアル
- 経営管理（ガバナンス）態勢
- 金融円滑化編
- リスク管理編
  - 法令等遵守態勢
  - 顧客保護等管理態勢
  - 統合的リスク管理態勢
  - 自己資本管理態勢
  - 信用リスク管理態勢
  - 資産査定管理態勢
  - 市場リスク管理態勢
  - 流動性リスク管理態勢
  - オペレーショナル・リスク管理態勢

そのほか、別冊（中小企業融資編）、別編（ABL編、信託業務編）および「システム統合リスク管理態勢の確認検査用チェックリスト」がある。

### 保険会社に係る検査マニュアル
- 経営管理（ガバナンス）態勢
- 法令等遵守態勢
- 保険募集管理態勢
- 顧客保護等管理態勢
- 統合的リスク管理態勢
- 保険引受リスク管理態勢
- 資金運用リスク管理態勢
- オペレーショナル・リスク管理態勢

### 金融持株会社に係る検査マニュアル

#### 銀行持株会社
- グループ経営（ガバナンス）態勢
- グループ自己資本管理態勢
- グループ統合的リスク管理態勢

#### 保険持株会社
- グループ経営（ガバナンス）態勢
- グループ自己資本管理態勢
- グループ統合的リスク管理態勢

#### 証券持株会社
- 法令等遵守態勢
- リスク管理態勢